# Frea sparsa
Frea sparsa es una especie de escarabajo longicornio del género Frea, tribu Ceroplesini, familia Cerambycidae. Fue descrita científicamente por Klug en 1833.
Se distribuye por África Oriental: Madagascar. La especie mide 11-17 milímetros de longitud.